# سيرجيو سانتوس (لاعب كرة قدم)
سيرجيو سانتوس (بالإسبانية: Sergio Santos)‏ هو لاعب كرة قدم إسباني، ولد في 2001 في ليغانيس في إسبانيا.